# Strzegów (województwo opolskie)
Strzegów (niem. Striegendorf) – wieś w Polsce położona w województwie opolskim, w powiecie brzeskim, w gminie Grodków.
Miejscowość należy do tzw. wsi popegeerowskich, gdyż znaczna liczba jej mieszkańców była zatrudniona w zakładach rolnych w sąsiednich wsiach. Obecnie, gdy zdecydowana większość tych zakładów upadła, spora część mieszkańców nie pracuje. Poza tym wieś zasiedla kilka rodzin rolniczych prowadzących gospodarstwa.
W Strzegowie znajduje się Dom Dziecka z około dwudziestoma podopiecznymi. We wsi znajduje się jeden sklep spożywczy, we wsi nie ma kościoła, należy do parafii w Kobieli. Tam też znajduje się parafialny kościół pod wezwaniem św. Jerzego.
We wsi działa punkt Poczty Polskiej, jednak kod pocztowy został zmieniony z 49-247 (poczta Strzegów) na 49-200 (poczta Grodków).
Do roku 2000 we wsi działała świetlica wiejska, która skupiała okoliczną młodzież na wspólnym spędzaniu czasu. Obecnie świetlica została odebrana wsi i należy do Domu Dziecka (nie jest wykorzystywana).
Wieś jest otoczona niewielkimi lasami i zagajnikami, nieopodal znajdują się stawy hodowlane.

## Zabytki
Do wojewódzkiego rejestru zabytków wpisany jest park.

## Szlaki turystyczne
- Nowina - Rozdroże pod Mlecznikiem - Raczyce - Henryków - Skalice - Skalickie Skałki - Skrzyżowanie nad Zuzanką - Bożnowice - Ostrężna - Miłocice - Gromnik - Jegłowa - Żeleźnik - Wawrzyszów - Grodków - Żarów - Starowice Dolne - Strzegów - Rogów - Samborowice - Szklary - Wilemowice leśniczówka - Biskupi Las - Dębowiec - Ziębice[7]